# Walter Kriege
Walter Kriege (vollständiger Name Walter Adolf Florens Hermann Kriege; * 15. März 1891 in Asunción; † 1. Dezember 1952 in Düsseldorf) war ein deutscher Jurist.

## Leben
Kriege studierte Rechtswissenschaften und wurde promoviert. Er nahm als Soldat am Ersten Weltkrieg teil. Von 1921 bis 1923 war Kriege bei der Reichsbank tätig und danach bis 1944 in der preußischen Justizverwaltung und der Reichsjustizverwaltung. Im April 1940 war Kriege Ministerialdirektor im Reichsministerium der Justiz. Kriege nahm vom 23. bis 24. April 1941 an einer Tagung der höchsten Juristen im „Haus der Flieger“ in Berlin teil, wo die Teilnehmer über die „Aktion T4“ zur „Vernichtung lebensunwerten Lebens“ („Euthanasie“) unterrichtet wurden. 
Von 1939 bis 1944 war er auch Präsident des Oberprisenhofes.
Kriege war im Schattenkabinett Beck/Goerdeler als Staatssekretär im Justizministerium bzw. als Justizminister eingeplant. Nachdem das Attentat vom 20. Juli 1944 gescheitert war, wurde Kriege festgenommen und im November 1944 wieder entlassen.
Nach dem Ende des Zweiten Weltkrieges war Kriege von 1946 bis 1949 stellvertretender Vorsitzender des Deutschen Finanzrates sowie stellvertretender Direktor der Verwaltung für Finanzen. Vom 1. Februar 1950 bis zu seinem Tod war Kriege Präsident der Landeszentralbank von Nordrhein-Westfalen. Sein Amtsnachfolger war Pankraz Geiselhart (1. Januar 1953 bis 31. März 1956).
Wegen seiner guten Kenntnisse des Reichsjustizministeriums war Kriege für Walter Strauß, ab 1949 Staatssekretär im Bundesjustizministerium (BMJ), einer seiner wichtigsten Ratgeber in BMJ-Personalfragen.
Walter Kriege war Sohn des Diplomaten Johannes Kriege, Neffe – und Schwiegersohn – des Architekten Richard Saran, der Großneffe des Pastors Otto Funcke, der Enkel des Bremer Bürgermeisters John Daniel Meier und Cousin – und Schwager – der Publizistin Mary Saran. Er war ein Verwandter des Frühsozialisten Hermann Kriege (1820–1850).
Walter Kriege starb 1952 im Alter von 61 Jahren in Berlin und wurde auf dem Friedhof Dahlem beigesetzt. Das Grab ist erhalten.